# Maria McCool
Pour les articles homonymes, voir McCool.
Maria McCool, en irlandais Maria Nic Cumhaill (née le 23 mai 1974 à Gaoth Dobhair) est une chanteuse irlandaise. Son répertoire comprend essentiellement des vieilles chansons irlandaises en irlandais et en anglais.

## Biographie
Maria McCool est d'abord membre de la chorale de l'église Sainte-Marie de Gaoth Dobhair, chantant aux côtés d'Enya, Aoife Ní Fhearraigh, Moya Brennan et d'autres membres de Clannad qui en sont également membres. Son professeur de musique au Pobalscoil Ghaoth Dobhair est Baba Brennan, la mère d'Enya.
Elle reçoit de nombreux prix dans des festivals celtiques en Irlande et au Royaume-Uni. En 2007, McCool se marie et travaille comme enseignante dans une école à Dunshaughlin dans le comté de Meath.
McCool prend part à la sélection de l'Irlande au Concours Eurovision de la chanson 2012 avec Celtic Aura pour la chanson Mistaken. Elle finit dernière des cinq finalistes.